# Pedro Antonio Villahermosa
Pedro Antonio Villahermosa Borao (1869-1945), más conocido por su pseudónimo «Sileno», fue un dibujante y caricaturista español.

## Biografía
Nacido hacia 1869,
trabajó para publicaciones como Blanco y Negro, Apuntes, Heraldo de Madrid, ABC, Informaciones, Gedeón —donde creó al personaje homónimo, y con el que estaría en adelante «íntimamente ligado»—, ¡Alegría!, Dígame, La Vanguardia, El Faro o Heraldo de Aragón. A finales de 1921 fundaría el semanario satírico Buen Humor. Falleció en Madrid el 20 de mayo de 1945.
Javier Rubio señala como la etapa más brillante de Sileno en cuanto al dibujo la contemporánea a la Primera Guerra Mundial  y en la que más destacó como cronista político la década de los años treinta. José Francés le describió en 1918 en La Esfera como «germanófilo», denominándole además «el caricaturista político por excelencia».